# Pițigoi de ienupăr
Pițigoiul de ienupăr (Baeolophus ridgwayi) este o pasăre din ordinul paseriformelor, din familia pițigoilor, Paridae.  Uniunea Ornitologilor Americani a împărțit pițioiul de câmpie în pițigoiul de stejar și pițigoiul de ienupăr în 1996, din cauza diferențelor distincte de cântec, habitat preferat și structura genetică.
Pițigoiul de ienupăr este o pasăre mică, cenușie, cu moț sau creastă mică. Fața este simplă, iar partea inferioară este de un gri mai deschis. Sexele sunt asemănătoare. Se hrănește cu insecte și păianjeni, uneori este văzut prinzând insecte în aer. De asemenea, mănâncă fructe de pădure, ghinde și unele semințe, uneori lovind semințele de ramuri pentru a le deschide. Picioarele puternice îi permit să atârne cu capul în jos pentru a se hrăni. 
Această specie își construiește cuibul într-o gaură de ciocănitoare, o cavitate naturală sau o cutie de cuib, căptușindu-l cu iarbă, mușchi, noroi, păr, pene și blană. Se reproduce din martie până în iulie, cu activitate maximă în aprilie și mai, depunând 3-9 ouă, de obicei 4-7. Femela este incubatorul primar, al cărui proces durează 14-16 zile. Puii sunt îngrijiți de ambii părinți în cuib timp de 16-21 de zile. Părinții continuă să aibă grijă de juvenili încă trei până la patru săptămâni după ce puii părăsesc cuibul.

## Galerie

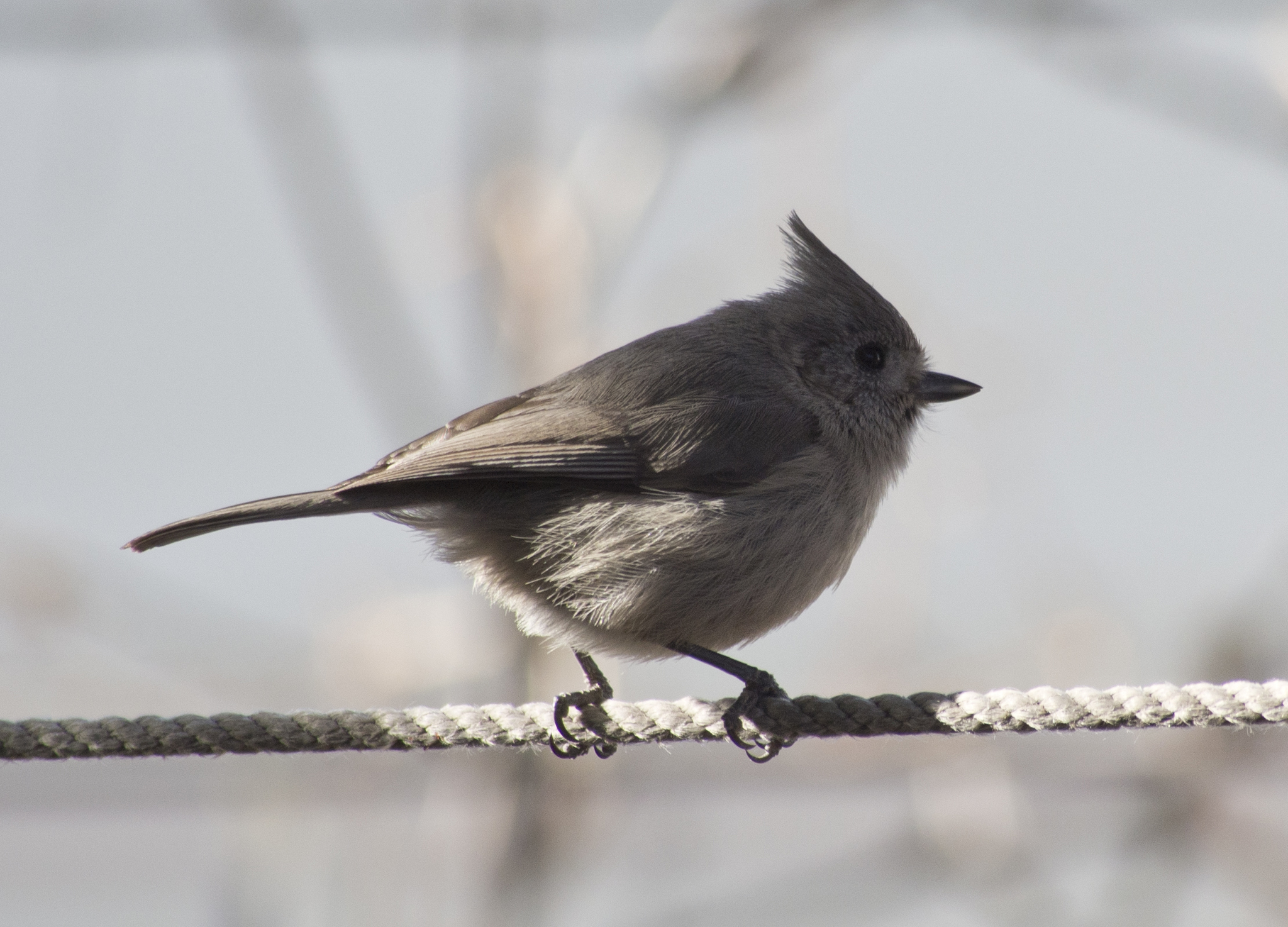
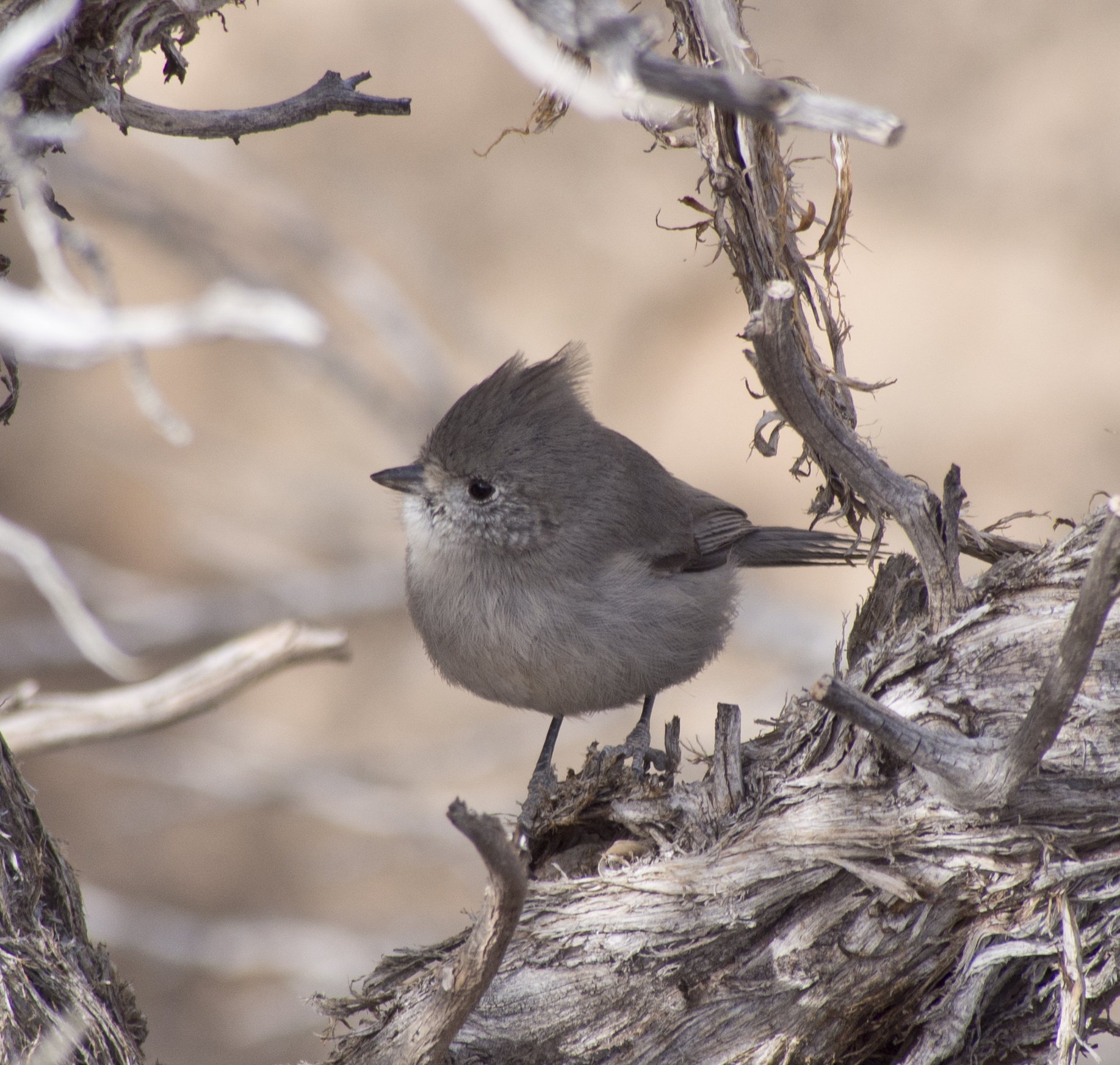
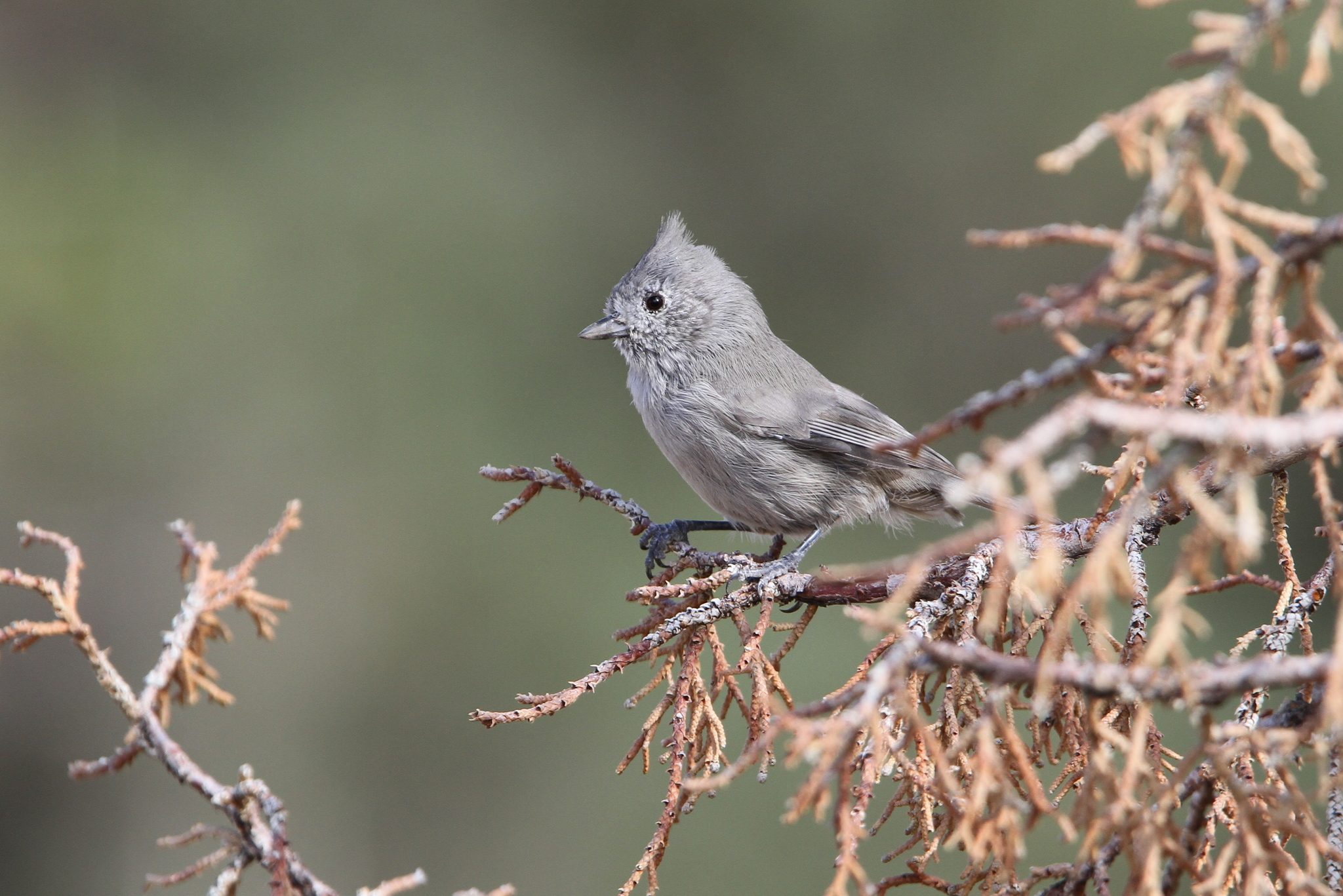